# Nicolaas Biezeveld
Nicolaas Biezeveld (Rotterdam, 26 mei 1849 – 's-Gravenhage, 19 december 1934) was een Nederlands architect van voornamelijk watertorens.

## Opleiding en werk
Biezeveld ging naar de Academie van Beeldende Kunsten en Technische Wetenschappen in Rotterdam voor een opleiding tot timmerman. In 1872 werd hij benoemd tot gemeentearchitect van Delfshaven. In 1883 stapte hij over naar een Amsterdamse aannemersfirma.
Biezeveld specialiseerde zich in het aanleggen van waterleidingen en het bouwen van watertorens. De bouwstijl die hij toepaste was classicistisch, soms met neogotische elementen.
Biezeveld was getrouwd met Amilia Johanna Barbara van Eek. Na haar overlijden hertrouwde hij met Johanna Cornelia Stal.

## Watertorens
Watertorens ontworpen door Biezeveld:

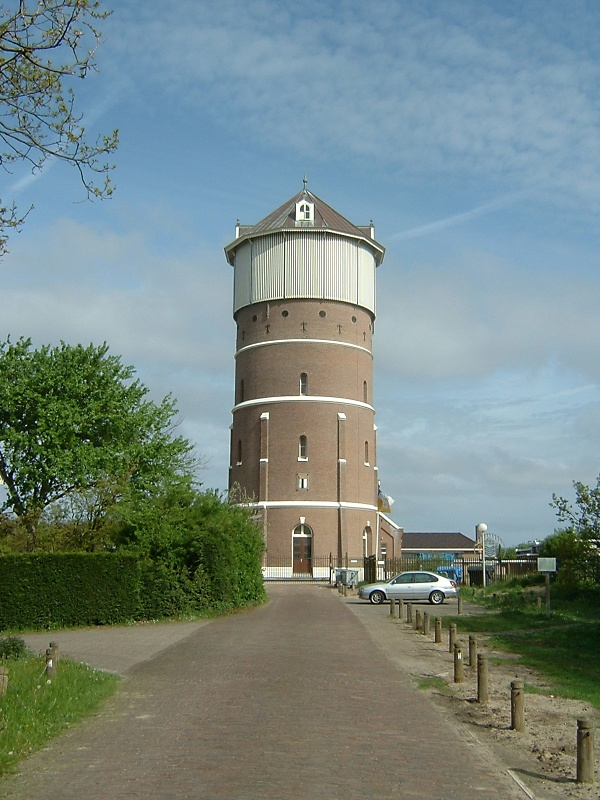
Monster
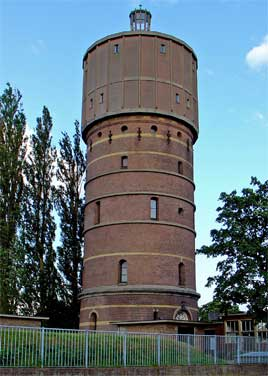
Enschede
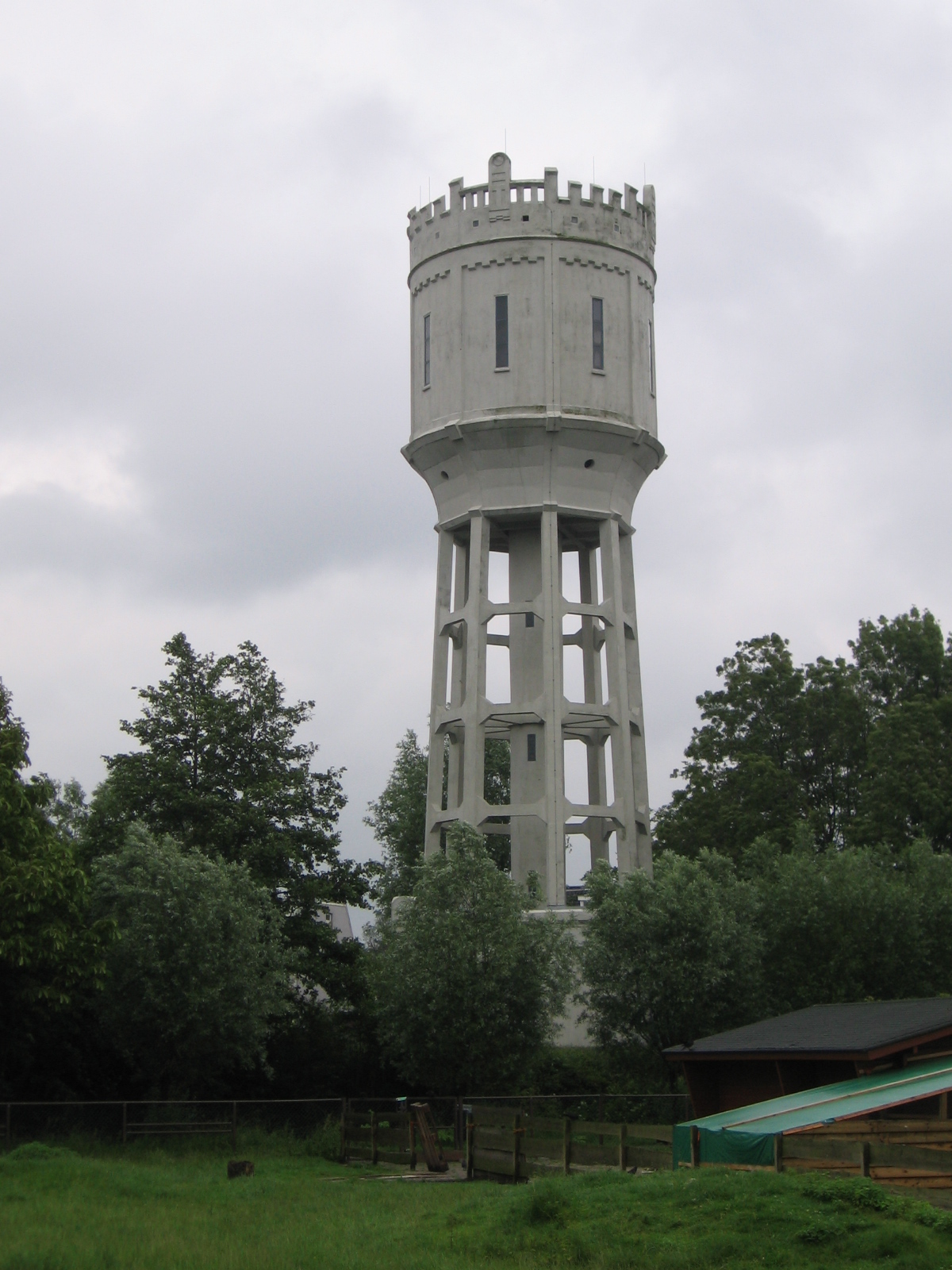
Rijswijk
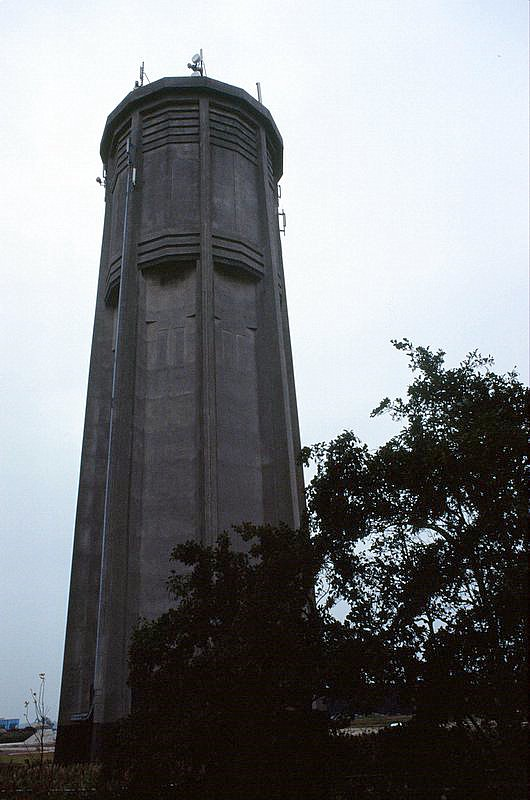
Hillegom

| Jaar      | Plaats              | Hoogte      | Inhoud  | Informatie                         |
| --------- | ------------------- | ----------- | ------- | ---------------------------------- |
| 1886      | Monster             | 37,80 meter | 600 m3  | Watertoren (Monster)               |
| 1890      | Enschede            | 40 meter    | 300 m3  | Watertoren (Enschede Hoog & Droog) |
| 1896      | Hellevoetsluis      | 22 meter    | 2x60 m3 | Watertoren (Hellevoetsluis)        |
| 1902-1958 | de Hoorn            | 26,50 meter |         | afgebroken                         |
| 1911      | Rijswijk            | 29,30 meter | 200 m3  | Watertoren (Rijswijk Jaagpad)      |
| 1911-1972 | Alphen aan den Rijn | 26 meter    |         | afgebroken                         |

- Monster
- Enschede
- Rijswijk
- Hillegom